# بيروكسيد السترونتيوم
بيروكسيد السترونتيوم هو مركب لاعضوي للسترونتيوم، صيغته الكيميائية SrO2، ويوجد في الشروط القياسية على هيئة مسحوق أبيض. وهو من المواد المؤكسدة.
يوجد من المركب شكل مائي على هيئة ثمائي هيدرات SrO2·8H2O.

## التحضير
يحضر هذا المركب من تفاعل أكسيد السترونتيوم المسخن مع كمية وفيرة من الأكسجين أو بيروكسيد الهيدروجين. كما يمكن الحصول على الشكل المائي ثماني الهيدرات من تفاعل نترات السترونتيوم مع بيروكسيد الصوديوم:
{\displaystyle \mathrm {Sr(NO_{3})_{2}+Na_{2}O_{2}+8\ H_{2}O\longrightarrow SrO_{2}\cdot 8H_{2}O+2\ NaNO_{3}} }

## الخواص
يوجد المركب في الشروط القياسية على هيئة مسحوق أبيض، ويتبنى الشكل اللامائي منه بنية كربيد الكالسيوم.